# Craig Richard Nelson
Craig Richard Nelson (Salt Lake City, 17 de setembro de 1947 – Salt Lake City, 3 de março de 2025) foi um ator e realizador norte-americano de teatro, cinema e televisão.

## Filmografia

### Filmes
- The Paper Chase (1973) – Bell
- 3 Women (1977) – Dr. Maas
- A Wedding (1978) – Reedley Roots
- Quintet (1979) – Redstone
- My Bodyguard (1980) – Griffith
- A Small Circle of Friends (1980) – Harry Norris
- Honey, I Shrunk the Kids (1989) – Professor Fredrickson (uncredited)
- Another You (1991) – Walt

### Televisão
- Paul Sand in Friends and Lovers (1974) – Mason Woodruff
- Fernwood 2 Night (1977) – Dr. Richard Osgood
- Maude (1977) – Guest Star
- Stick Around (1977) – Earl
- The Grass is Always Greener over the Septic Tank (1978) – Hal Watson
- Barney Miller (1978) – Arnold Moraz
- Carol Burnett & Company (1979) – Regular
- Square Pegs (1982) – Mr. Spacek
- The Golden Girls (1986) – Mr. Thurber (1 episódio)
- L.A. Law (1988) – U.S. Attorney Donald Kelly (uncredited)
- Dream On (1990) – Andre
- Star Trek: The Next Generation (1990) – Krag
- Alien Nation (1989) – Attorney
- Get a Life (1990) – Hastings
- Home Improvement (1991) – Bjorn
- Diagnosis: Murder (1993) – Dr. Thatcher
- Murder, She Wrote (1995) – Rob Hazlitt
- Star Trek: Voyager (1998) – Vaskan arbiter

## Morte
Nelson morreu em Salt Lake City, Utah, em 3 de março de 2025, aos 77 anos.